# Musée de la mémoire et des droits de l'homme
Le musée de la mémoire et des droits humains (en espagnol museo de la Memoria y los Derechos Humanos) est un musée consacré aux crimes du régime Pinochet. Il est situé à Santiago, au Chili, face à la station de métro Quinta Normal (ligne 5).
Le musée a été inauguré le  11 janvier 2010 en présence de la présidente de la République Michelle Bachelet et des anciens chefs d'État Eduardo Frei Ruiz-Tagle et Ricardo Lagos.